# تاوان (فیلم ۱۴۰۰)
تاوان با نام قبلی لایه‌های دروغ اولین فیلم اکشن مشترک ایران و فنلاند محصول سال ۱۴۰۰ است.
این فیلم به کارگردانی رامین سهراب، نویسندگی رامین سهراب و امیرحسین ماکویی محصول کمپانی فنلاندی Sonram Productions با مشارکت بنیاد سینمایی فارابی است.

## داستان
این فیلم به زندگی آتش‌نشانی می‌پردازد که در یک سانحه زندگی فردی را نجات می‌دهد و سپس اتفاقاتی برای وی رخ می‌دهد.

## بازیگران
- رامین سهراب در نقش «سام»
- جسیکا ولف در نقش «اِما»
- نادر فلاح در نقش «آرمان»
- کامران تفتی در نقش «سرگرد»
- ارسلان قاسمی در نقش «نوید»
- ونوس کانلی در نقش «سارا»
- آرمان درویش در نقش «فرهاد»
- مجید سعیدی در نقش «پرویز»
- میلاد میرزایی در نقش «کسری»
- فرشاد اسدالله‌پور در نقش «شاهین»
- پپه کارای در نقش «آزاد»

## جوایز
- برنده جایزه بهترین فیلمبرداری از جامعه صنفی فیلمبرداران استرالیا در بخش فیلم‌های با بودجه تا ۲ میلیون دلار به مارک هوبسن[۹]
- برنده جایزه بهترین کارگردان اکشن از مجمع کارگردانان لندن به رامین سهراب[۱۰]
- برنده بهترین فیلمبرداری از آکادمی فیلم اروپا به مارک هوبسن[۱۰]
- برنده جایزه بهترین کارگردانی از آکادمی فیلم اروپا به رامین سهراب[۱۰]